# Felipe Rodríguez Chacartegui
Felipe Rodríguez Chacartegui (23 de febrero de 1998, Cádiz) es un futbolista español que juega en el Xerez CD de la Segunda Federación como lateral izquierdo.

## Carrera en el club
El lateral izquierdo es natural de Cádiz, es nieto del exfutbolista Chacartegui, el cual militó en el Cádiz CF durante las temporadas 1964/66. El jugador se formó en la cantera del San Fernando CD, donde llegó a jugar en su filial hasta 2015, fecha en la que pasaría a los juveniles del Sevilla FC.
En la temporada 2016-17,  el lateral zurdo disputó primer año sénior en las filas del Sevilla C de la Tercera División Grupo X. En la temporada 2017-18, se incorpora al Sevilla Atlético de la Liga 1|2|3, firmando un contrato por dos temporadas con el filial sevillista. Marcó su primer gol con el filial sevillista contra el San Fernando CD
En el verano de 2019 es convocado, e incluso llega a debutar con el primer equipo,  para jugar algunos amistosos con el primer equipo y ya en noviembre de ese mismo año es convocado para el partido de Europa League contra el Qarabağ FK.
Durante la temporada 2019-20, el lateral izquierdo disputó 16 partidos con el filial hispalense y llegó a conseguir un gol.
El 28 de julio de 2020, se oficializa su fichaje por el UCAM Murcia Club de Fútbol de la Segunda División B.
El 18 de julio de 2022, firma por el Hércules CF de la Segunda División RFEF.
El 5 de julio de 2023 el C. D. Badajoz anunció la contratación del jugador gaditano firmando por una temporada.
El 27 de agosto de 2024 se marcharía a Bulgaria para fichar por el Beroe de la Primera Liga de Bulgaria.
Durante el mercado de invierno de la temporada 2024-25, Felipe Chacartegui tenía previsto abandonar el Beroe de la Primera Liga de Bulgaria con destino al Xerez CD, con quien había alcanzado un acuerdo. Sin embargo, la operación no pudo concretarse debido a que el traspaso no se formalizó dentro del plazo establecido para la recepción del transfer internacional. Como resultado, el jugador terminó incorporándose al Atlético Antoniano.
De cara a la temporada 2025-26, Felipe Chacartegui abandonó finalmente el Atlético Antoniano y se incorporó a las filas del Xerez CD, cumpliendo así con su llegada al club jerezano tras el intento fallido en el mercado invernal de la campaña anterior.

## Clubes
Actualizado a 21/9/2023
| Club                       | País     | Periodo    |
| -------------------------- | -------- | ---------- |
| Sevilla C                  | España   | 2016-2017  |
| Sevilla Atlético           | España   | 2017-2020  |
| UCAM Murcia Club de Fútbol | España   | 2020-2022  |
| Hércules Club de Fútbol    | España   | 2022-2023  |
| Club Deportivo Badajoz     | España   | 2023-2024  |
| Beroe                      | Bulgaria | 2024-2025. |
| Atlético Antoniano         | España   | 2025-2025. |
| Xerez CD                   | España   | 2025-      |